# Pierre Gendron (Schauspieler)
Leon Pierre Gendron (* 4. März 1896 in Toledo (Ohio); † 27. November 1956 in Hollywood, Kalifornien) war ein US-amerikanischer Stummfilmschauspieler und Drehbuchautor.
Gendron war zunächst ab 1920 als Schauspieler bis 1927 in rund 20 Produktionen zu sehen, darunter in Drei Frauen von Ernst Lubitsch. 1926 war er auch erstmals als Drehbuchautor tätig, bis 1945 folgten fünf weitere Produktionen, an denen er als solcher beteiligt war. 

## Filmografie (Auswahl)
Als Schauspieler
- 1920: The World and His Wife
- 1921: The Girl with the Jazz Heart
- 1921: Scrambled Wives
- 1921: If Women Only Knew
- 1921: The Bashful Suitor
- 1922: The Young Painter
- 1922: The Man Who Played God
- 1923: Outlaws of the Sea
- 1923: Does It Pay?
- 1923: Broadway Broke
- 1924: Just Off Broadway
- 1924: Blue Water
- 1924: Das Cafe zu den gefallenen Engeln (The City That Never Sleeps)
- 1924: Drei Frauen (Three Women)
- 1924: The Dangerous Flirt
- 1924: The Lover of Camille
- 1925: What Price Beauty?
- 1925: The Scarlet Honeymoon
- 1927: The Enchanted Island

Als Drehbuchautor
- 1926: Brooding Eyes
- 1928: Sal of Singapore
- 1944: The Monster Maker
- 1944: Minstrel Man
- 1944: Bluebeard
- 1945: Fog Island